# معركة إيشيباشي-ياما
معركة إيشيباشي-ياما أو معركة جبل إيشيباشي (باليابانية: 石橋山の戦い، بالروماجي: Ishibashiyama no tatakai) معركة ضمن حرب غينبيه حدثت عام 1180 في منطقة تقع في محافظة كاناغاوا حالياً في اليابان بين قوات قبيلة ميناموتو وقبيلة تايرا، كما انها أول معركة قادها يوريتومو بعد توليه زعامة قبيلة ميناموتو.

## الخلفية
بعد تمرد هيجي [الإنجليزية] عام 1160 قام زعيم قبيلة تايرا كيوموري بنفي ميناموتو نو يوريتومو، وإرتفعت سلطة قبيلة تايرا في البلاط الإمبراطوري بينما هوت قبيلة ميناموتو، في السنوات التي تلت هذا حاولت ميناموتو تعزيز موقفها، وفي النهاية تنازل الإمبراطور تاكاكورا [الإنجليزية] عن العرش لصالح إبنه الرضيع أنتوكو [الإنجليزية] من أم تنتمي لقبيلة تايرا، الأمير موتشيهيتو أخ الإمبراطور تاكاكورا [الإنجليزية] من أم تنتمي إلى عشيرة فوجيوارا وإبن الإمبراطور غو-شيراكاوا [الإنجليزية] أحس بأحقيته في وراثة العرش، لذا في مايو 1180 أرسل طلب إلى عشيرة ميناموتو للإنتفاض والوقوف في وجه تايرا، بعدها دارت معركة أوجي الأولى التي قتل فيها الأمير موتشيهيتو وانتحر فيها يوريماسا زعيم قبيلة ميناموتو، ثم إنتقلت زعامة القبيلة إلى يوريتومو الذي بدأ بالتحرك إلى ممر هاكونيه.
عندما سمع كيوموري زعيم قبيلة تايرا أن يوريتومو يتحرك نحو هاكونيه، أرسل إليه اوبا كاغيتشيكا [الإنجليزية] لإيقافه، بالرغم من التأييد الذي حصله يوريتومو من القبائل الأخرى إلا أنهم كانوا قلقين من دعمه علناً، لذا تمكن يوريتومو من جمع قوة مقدارها 300 مقاتل فقط عند إيشيباشياما، بينما قوات قبيلة ميورا [الإنجليزية] المساندة له لم تتمكن من الوصول بسبب فيضان نهر ساكاوا [الإنجليزية].

## المعركة
قامت قوات تايرا التي يقدر عددها بحوالي 3000 مقاتل بشن هجوم ليلي على معسكر يوريتومو مع 300 مقاتل بقيادة «إيتو سوكيتشيكا» قاموا بالإلتفاف حوله والهجوم من الخلف، عدد من مقاتلي قبيلة تايرا كانوا موالين سراً لميناموتو حاولوا إعاقة قوات تايرا في جنح الظلام والجو العاصف دون أن يتمكنوا من تمييزهم مع ذلك الفرق الكبير بين القوتين أدى إلى إنتصار ساحق لقبيلة تايرا، يقال أن من نجى من المعركة هو يوريتومو مع مرافق واحد فقط إختبؤوا في جذع شجرة جوفاء حتى عثر عليه أحد الموالين له السريين في تايرا الذي قام بتهريبه من ساحة المعركة، عندها هرب يوريتومو يوم 28 سبتمبر 1180 عن طريق البحر إلى مقاطعة أوا [الإنجليزية] جنوب محافظة تشيبا حالياً.